# Phakant (município)

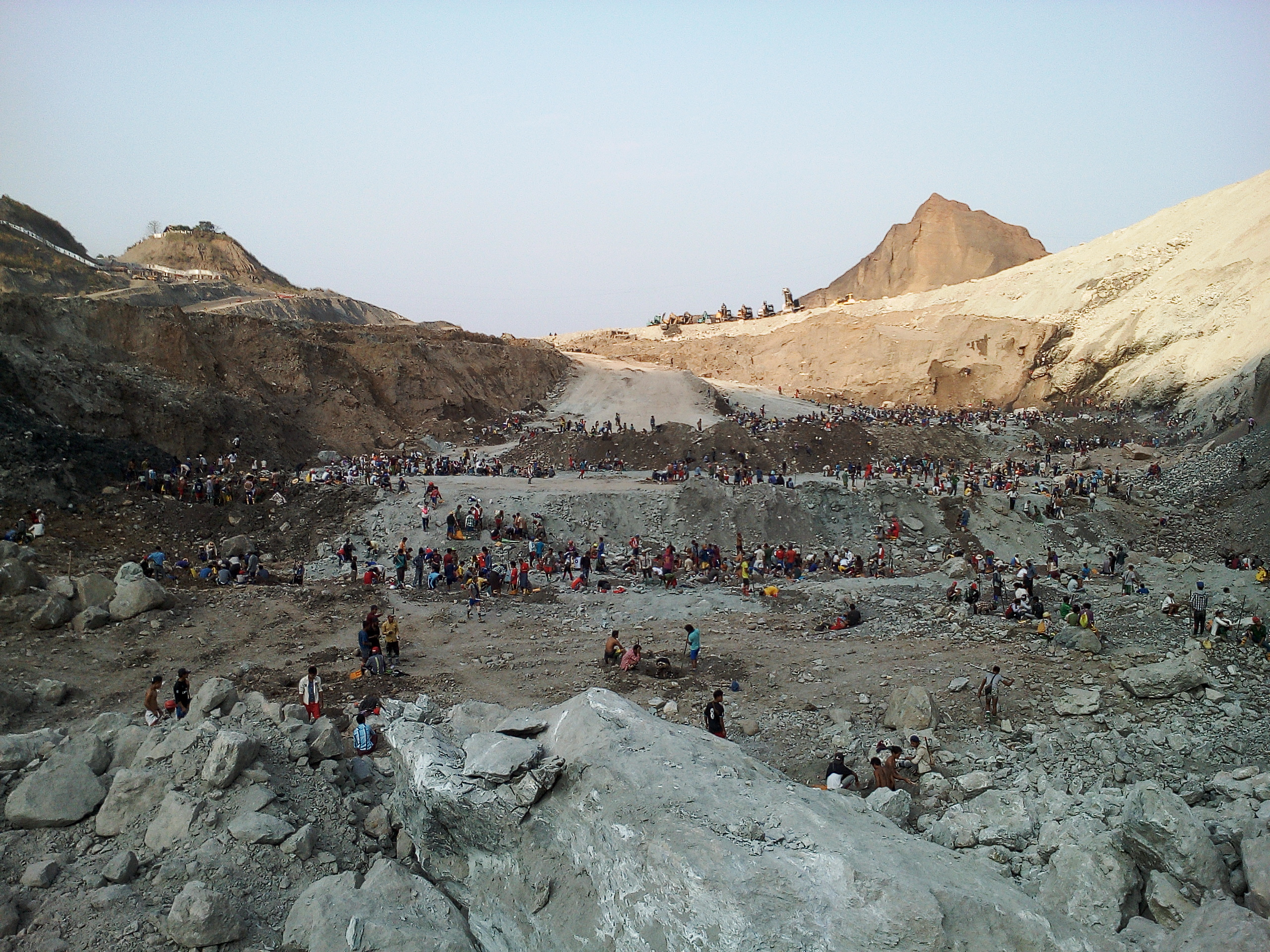
Trabalhadores em uma mina de jade no município de Phakant.

O município de Phakant (em birmanês: ဖားကန့်မြို့နယ်; também conhecido como município de Hpakant e município de Kamaing) é um município do distrito de Mohnyin, no estado de Cachim, na Birmânia (Myanmar). O centro administrativo é Phakant. A cidade principal é Kamaing.